# Нийл Шустърман
Нийл Шустърман (на английски: Neal Shusterman) е американски сценарист, драматург и писател на бестселъри в жанра фентъзи, научна фантастика и фантастичен трилър. Писал е и под псевдонима Ийстън Ройс (Easton Royce).

## Биография и творчество
Нийл Шустърман е роден на 12 ноември 1962 г. в Бруклин, Ню Йорк, САЩ, в семейството на Милтън и Шарлот Шъстърман. От ранна възраст е запален читател. Когато е 16-годишен семейството му се премества в Мексико Сити, където завършва гимназия в Американската училищна фондация. През 1985 г. завършва Калифорнийския университет в Ървайн с бакалавърска степен по психология и театър. Отличава се като популярен колумнист на хумористична рубрика във вестника на университета.
След колежа работи като асистент в агенцията за таланти в Лос Анджелис. В рамките на една година е приета първата му книта и е нает да напише сценарий за филм.
На 31 януари 1987 г. се жени за учителката и фотографка Илейн Джоунс. Имат четири деца – Брендън, Джарод, Джоел, Ерин.
Първият му роман „The Shadow Club“ от едноименната поредица е публикуван през 1988 г. Романът получава награди за младежка книга.
За произведенията си е удостоен с множество награди, включително Националната награда за книга за 2015 г. за романа „Challenger Deep“, наградата „Бостън Глоуб“ и Калифорнийската награда за книга за младежи за 2008 г. за „The Schwa Was Here“.
През 2015 г. се включва в творчески проект на 13 писатели за създаването на романа „Violent Ends“. Книгата представя случай на масово убийство в американска гимназия от ученика Кърби Матесън. Всяка глава от книгата е написана от различен автор и разказва историята от гледна точка на различна жертва и свидетел, и дава представа кой е Кърби и кой ще стане.
През 2016 г. е издаден романът му „Косачи“ от поредицата „Дъгата на косата“. Главни герои са Цитра и Роуан, които живеят в свят без глад, без болести, без война, без страдание, в свят, в който човечеството е победило смъртта. Затова те са избрани за ученици на Косач Фарадей, човекът който слага край на живота. Те се обучават да убиват, но и на друга житейска философия, решаваща за съдбата им, а и за съдбата на привидно утопичния свят.
Много от историите и сценариите на писателя са екранизирани в телевизионни сериали и филми.
Нийл Шустърман живее със семейството си в Ранчо Санта Маргарита, Южна Калифорния.

## Произведения

### Самостоятелни романи
- Dissidents (1989)
- Speeding Bullet (1991)
- Chasing Forgiveness (1991) – издаден и като „What Daddy Did“
- The Eyes of Kid Midas (1992)
- The Dark Side of Nowhere (1996)
- Downsiders (1999)
- Full Tilt (2003)
- Bruiser (2005)
- Challenger Deep (2015)
- Violent Ends (2015) – с Кендар Блейк, Дерек Блайт, Стив Брезиноф, Делила Досуън, Марджи Гелбъасер, Шон Дейвид Хътчинсън, Том Левин, Хана Московиц, Бет Ревис, Брендън Шустерман, Синтия Летич Смит и Кортни Съмърс
- Dry (2018) – с Джарод Шустърман
- Game Changer (2021)
Обрат в играта, изд.: „Orange Books“, София (2021)
- Roxy (2021)

### Серия „Сенчист клуб“ (Shadow Club)
1. The Shadow Club (1988)
2. The Shadow Club Rising (2002)

### Серия „Звездни късове“ (Star Shards)
1. Scorpion Shards (1994)
2. Thief of Souls (1999)
3. Shattered Sky (2002)

### Серия „Антъни Бонано“ (Antsy Bonano)
1. The Schwa Was Here (2004)
2. Antsy Does Time (2008)
3. Ship out of Luck (2013)

### Серия „Тъмен синтез“ (Dark Fusion)
1. Dread Locks (2005)
2. Red Rider's Hood (2005)
3. Duckling Ugly (2006)

### Серия „Космическа трилогия“ (Skinjacker Trilogy)
1. Everlost (2006)
2. Everwild (2009)
3. Everfound (2011)

### Серия „РазДелени“ (Unwind Dystology)
1. Unwind (2007)
РазДелени, изд.: „Orange Books“, София (2023), прев. Ангел Ангелов
2. UnWholly (2012)
НеЦели, изд.: „Orange Books“, София (2023), прев. Ангел Ангелов
3. UnSouled (2013)
БезДушни, изд.: „Orange Books“, София (2024), прев. Ангел Ангелов
4. UnDivided (2014)
НеДелими, изд.: „Orange Books“, София (2024), прев. Ангел Ангелов

- UnStrung (2012) – с Мишел Ноуден

### Серия „Акселерати“ (Accelerati) – сЕрик Елфман
1. Tesla's Attic (2014)
2. Edison's Alley (2015)
3. Hawking's Hallway (2016)

### Серия „Дъгата на косата“ (Arc of a Scythe)
1. Scythe (2016)
Косачи, изд.: „Orange Books“, София (2018), прев. Гергана Минкова
2. Thunderhead (2018)
Бурята, изд.: „Orange Books“, София (2018), прев. Гергана Минкова
3. The Toll (2019)
Звън, изд.: „Orange Books“, София (2020), прев. Гергана Минкова

### Участие в общи серии с други писатели

#### Серия „Досиетата „Х“ (X-Files – young adult novels) – като Ийстън Ройс
3. Bad Sign (1995)
10. Dark Matter (1999)

#### Серия „Космос“ (Space: Above and Beyond) – като Ийстън Ройс
1. The Aliens Approach (1996)
3. Mutiny (1996)

#### Серия „Досиетата „Х“ (X-Files – junior novels) – като Ийстън Ройс
8. Voltage (1996)
9. E.B.E. (1996)

### Новели
- The Dirt on Our Shoes (2013)
- Resurrection Bay (2013)

### Сборници
- Darkness Creeping (1993)
- Darkness Creeping II (1995)
- Mindquakes (1996)
- Mindtwisters (1997)
- Mindbenders (2000)
- Other Worlds (2013) – с Том Англебергер, Рей Бредбъри, Рик Риърдън, Джон Скисешка, Ребека Стейд и Шон Тан

### Документалистика
- Kid Heroes (1991)

### Екранизации
- 1994 Двоен дракон, Double Dragon – история
- 1996 – 1998 Goosebumps – ТВ сериал, 7 епизода
- 1998 Animorphs – ТВ сериал, 6 епизода
- 2004 Pixel Perfect – ТВ филм
- 2011 R.L. Stine's The Haunting Hour– ТВ сериал, 2 епизода
- 2017 Shady Oaks Takedown – късометражен